# Гоклі (округ, Техас)
Шаблон:StateAbbr_ 33°37′ пн. ш. 102°20′ зх. д. / 33.61° пн. ш. 102.34° зх. д.
Округ  Гоклі (англ. Hockley County) — округ (графство) у штаті  Техас, США. Ідентифікатор округу 48219.

## Історія
Округ утворений 1876 року.

## Демографія
За даними перепису 2000 року загальне населення округу становило 22716 осіб, зокрема міського населення було 13511, а сільського — 9205. Серед мешканців округу чоловіків було 11146, а жінок — 11570. В окрузі було 7994 домогосподарства, 6088 родин, які мешкали в 9148 будинках. Середній розмір родини становив 3,22.
Віковий розподіл населення поданий у таблиці:
| Стать    | До 15 років | 15-21 | 22-29 | 30-39 | 40-49 | 50-65 | 65-85 | Понад 85 |
| -------- | ----------- | ----- | ----- | ----- | ----- | ----- | ----- | -------- |
| Чоловіки | 2734        | 1662  | 1030  | 1412  | 1577  | 1543  | 1082  | 106      |
| Жінки    | 2571        | 1531  | 1015  | 1527  | 1581  | 1667  | 1407  | 271      |

## Суміжні округи
- Лемб — північ
- Гейл — північний схід
- Лаббок — схід
- Лінн — південний схід
- Террі — південь
- Йохум — південний захід
- Кокран — захід
- Бейлі — північний захід

## Виноски
1. ↑  http://www.tshaonline.org/handbook/online/articles/hch16
2. ↑  U.S. Decennial Census. United States Census Bureau. Архів оригіналу за 26 квітня 2015. Процитовано 30 квітня 2015.
3. ↑  Texas Almanac: Population History of Counties from 1850–2010 (PDF). Texas Almanac. Архів оригіналу (PDF) за 26 лютого 2015. Процитовано 30 квітня 2015.
4. ↑  State & County QuickFacts. United States Census Bureau. Архів оригіналу за 18 жовтня 2011. Процитовано 17 грудня 2013.(англ.) Наведено за англійською вікіпедією.
5. ↑  American FactFinder. Бюро перепису населення США. Архів оригіналу за 21 травня 2008. Процитовано 31 січня 2008.

| США | Це незавершена стаття з географії США. Ви можете допомогти проєкту, виправивши або дописавши її. |